# Президентский полк
Президентский полк (полное название — Президентский полк Службы коменданта Московского Кремля Федеральной службы охраны Российской Федерации) — воинская часть в составе ФСО России. Подчиняется непосредственно президенту страны. Полк охраняет Московский Кремль (Кремль), участвует в воинских ритуалах и протокольных мероприятиях. Сформирован в 1936 году и в течение истории носил разные наименования, статус «Президентского» получил в 1993 году. День части — 7 мая.

## Ведомственная принадлежность и структура
Президентский полк — режимная воинская часть комендатуры Московского Кремля ФСО. Подчиняется напрямую президенту России. Глава государства назначает на должность командира полка и освобождает от должности по представлению директора ФСО.
В штате полка три батальона, две роты специального караула, кавалерийский почётный эскорт и спецназ. Полк дислоцируется в Арсенале Кремля и на нескольких базах в Подмосковье. Численность полка и количество вооружения — военная тайна. Более половины военнослужащих — контрактники, хотя ими, как правило, становятся те, кто прошёл в полку сначала службу по призыву, а затем заключил контракт.
Группа военнослужащих полка в соответствии с планами орнитологического подразделения ФСО России занимается содержанием соколов, которые используются для борьбы против ворон.

## Задачи
Президентский полк решает специфические задачи по обеспечению охраны объектов Московского Кремля, к которым относятся резиденция главы государства, выставка Алмазного фонда и здания Кремля, а также правительственные самолёты государственной авиакомпании «Россия». Также он участвует в различных протокольных мероприятиях на высшем государственном уровне и различных воинских ритуалах — в назначении почётных караулов и кавалерийских эскортов для обеспечения государственных и иных торжественных мероприятий, разводе конных и пеших караулов на Соборной площади Московского кремля и несении службы у Вечного огня на Могиле Неизвестного Солдата. До 1993 года роты специального караула круглосуточно несли службу на посту № 1 у Мавзолея Ленина. После распада СССР пост ликвидировали, восстановив его в 1997 году у Вечного огня на Могиле Неизвестного Солдата. Военнослужащие стоят в карауле каждый день с 8:00 до 20:00.
С 1996 года Президентский полк принимает участие в церемониях инаугурации президента России, которая с 2000 года проходит в Большом Кремлёвском дворце. Военнослужащие полка вносят в зал государственный флаг, президентский штандарт, знак президента и специальный экземпляр Конституции России. Представление полка президенту и марш завершают церемонию. С 2004 года роты специального караула и почётный кавалерийский эскорт участвуют в церемониальном разводе пеших и конных караулов полка на Соборной площади, который проходит с апреля по октябрь каждую субботу в 12:00.
Военнослужащие этих подразделений представляют страну на торжествах за границей, в том числе различных международных военных фестивалях. С 2009 года полк выступает на музыкальном фестивале «Спасская башня».

## Отбор призывников

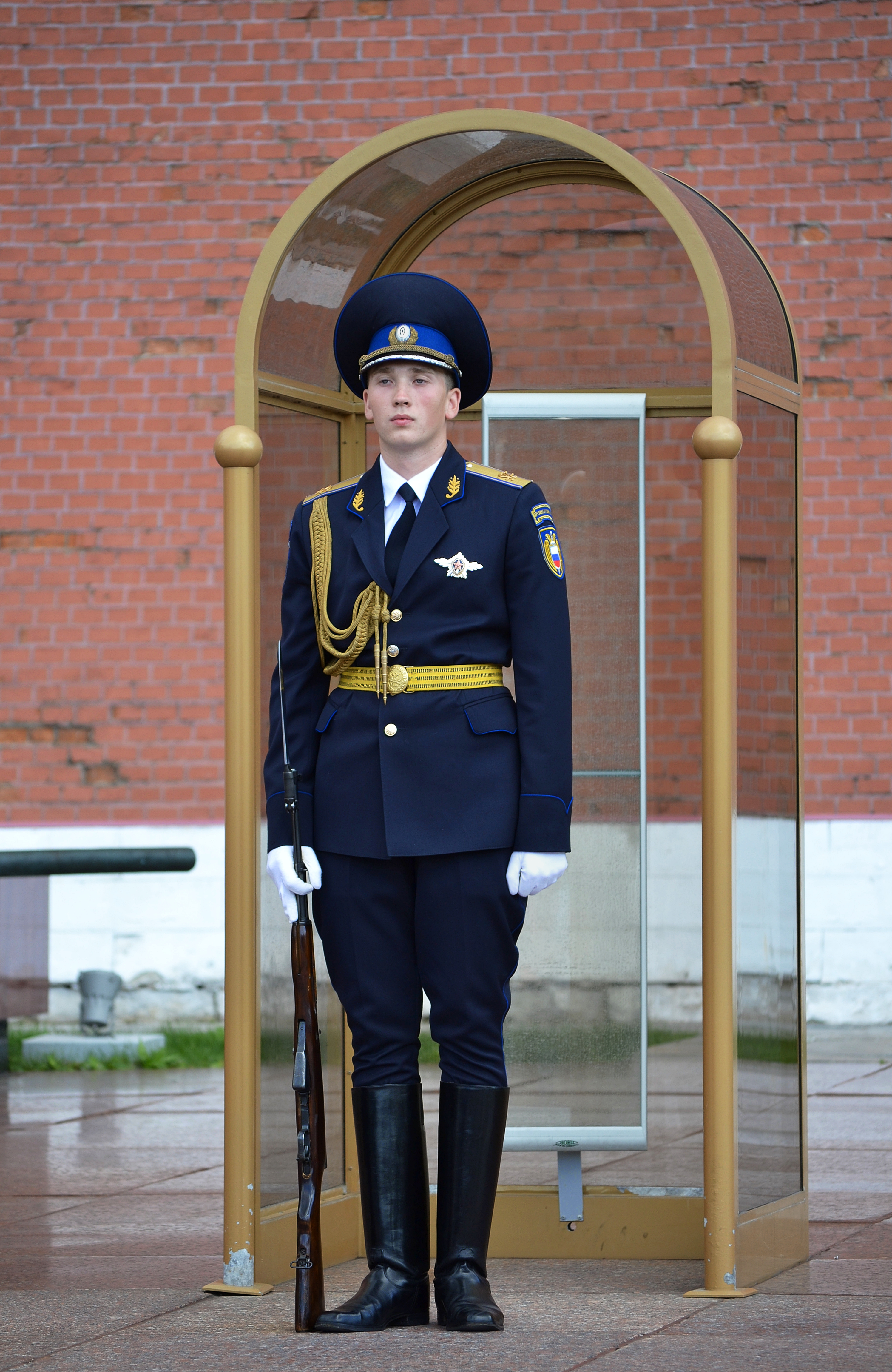
Военнослужащий на посту № 1

Отбор в Президентский полк начинается задолго до призыва: кандидатов офицеры полка начинают просматривать как минимум за полгода до даты призыва, для чего отправляются в командировки в разные регионы страны для отбора призывников. Полк предъявляет следующие требования к кандидатам:
- славянская внешность;
- рост от 175 до 190 см;
- острота зрения без коррекции — 0,7;
- нормальное соотношение роста и массы тела;
- призывник слышит шёпот обоими ушами на расстоянии не менее 6 м;
- нет дефектов речи, лица и кистей;
- законченное среднее образование;
- хорошая физическая подготовка;
- призывник не состоит на учёте в полиции, психоневрологическом, наркологическом или кожно-венерологическом диспансерах;
- нет близких родственников за границей;
- у близких родственников нет судимости за тяжкие преступления.

Офицеры полка беседуют с потенциальными военнослужащими, изучают состав семьи, круг общения, характеристики с места учёбы и работы. Чаще всего призывникам отказывают из-за состояния здоровья, татуировок и предосудительных поступков в биографии. Также возможность призыва в полк зависит от мотивации будущего бойца. В полку ценят близнецов — из-за использования парных постов.
Лица, проходившие воинскую службу по призыву в Президентском полку, имеют дополнительные преимущества при процедуре отбора на дальнейшую службу в силовые ведомства (ФСО, ФСБ, МВД и МЧС).

## История

### Советское время

#### Ранние годы
В 1918 году 9-й Латышский стрелковый полк охранял Кремль под командованием коменданта. В сентябре того же года стрелков отправили на фронт. На замену перевели 1-е Московские пулемётные курсы РККА по подготовке командного состава. Охрана и оборона Кремля, защита руководителей советского государства и поддержание порядка стали задачами курсантов. В 1922 году курсы преобразовали в военную школу РККА. Курсанты продолжали службу до 1935 года, когда школу перевели за пределы Кремля. Охрану поручили Батальону специального назначения. В 1936 году батальон реорганизовали в Полк специального назначения.
Полк комплектовался рядовым составом из призывных контингентов, а командным и начальствующим составом — из пограничных и внутренних войск НКВД. Срок службы в полку составлял 3 года. Полк охранял не только Кремль, но и Мавзолей Ленина, сессии ЦИК и Верховного Совета СССР, Всероссийских съездов Советов и ВКП(б), а также участвовал в правительственных мероприятиях. Во время парадов и демонстраций 1 Мая и 7 Ноября военнослужащие следили за порядком на Красной площади. Чаще всего в полку служили призывники из промышленных районов РСФСР, УССР и БССР. Большинство призывников были русскими, из рабочих семей, с семилетним образованием и членством в комсомоле или партии.
В 1939 году 161 военнослужащий полка участвовал в войне с Финляндией.

#### Великая Отечественная война

Барельеф «Защитникам Московского Кремля»

Утром 22 июня 1941 года полк привели в полную боевую готовность. Воинскую часть включили во внутренние войска НКВД. Военнослужащие стояли в нарядах по двое суток через двое суток. Бойцов учили отражать авианалёты противника пулемётным огнём, обезвреживать зажигательные бомбы и тушить пожары. Для ликвидации немецких парашютистов и самолётов из взвода ПВО и пулемётных взводов была создана служба ПВО.
19 октября Государственный комитет обороны объявил в Москве осадное положение. С этого дня до 20 декабря бойцы полка постоянно были одеты в верхнюю одежду. Распоряжением коменданта из подразделений полка сформировали пулемётную роту. Полк следил за порядком у Кремля — только за 1942 год военнослужащие задержали 656 человек с нарушениями в документах и пропусках. 6 ноября несколько рот полка охраняли заседание Московского Совета депутатов трудящихся, посвящённое 24-й годовщине Октябрьской революции. Из-за высокой загруженности полк не участвовал в параде 7 ноября. По словам подполковника Дениса Варенникова, во время одного из авианалётов бойцы полка с огромным риском потушили автоколонну в Тайницком саду, загруженную боеприпасами для зенитных батарей и загоревшуюся в результате попадания зажигательных бомб.
Когда угроза захвата Москвы миновала, командование по просьбам военнослужащих откомандировало 87 человек на фронт. Каждый из них прошёл программу обучения снайпера. В 1942—1943 годах снайперские группы ликвидировали 1200 немецких солдат и офицеров; снайперы полка воевали на Западном и Волховском фронте. В 1944 году полку вручили Боевое Красное знамя. Парадный расчёт полка в составе трёх батальонов участвовал в Параде Победы 24 июня 1945 года. В ходе Великой Отечественной войны погибло 97 военнослужащих, более 300 бойцов были награждены боевыми орденами и медалями.

#### Последующие годы

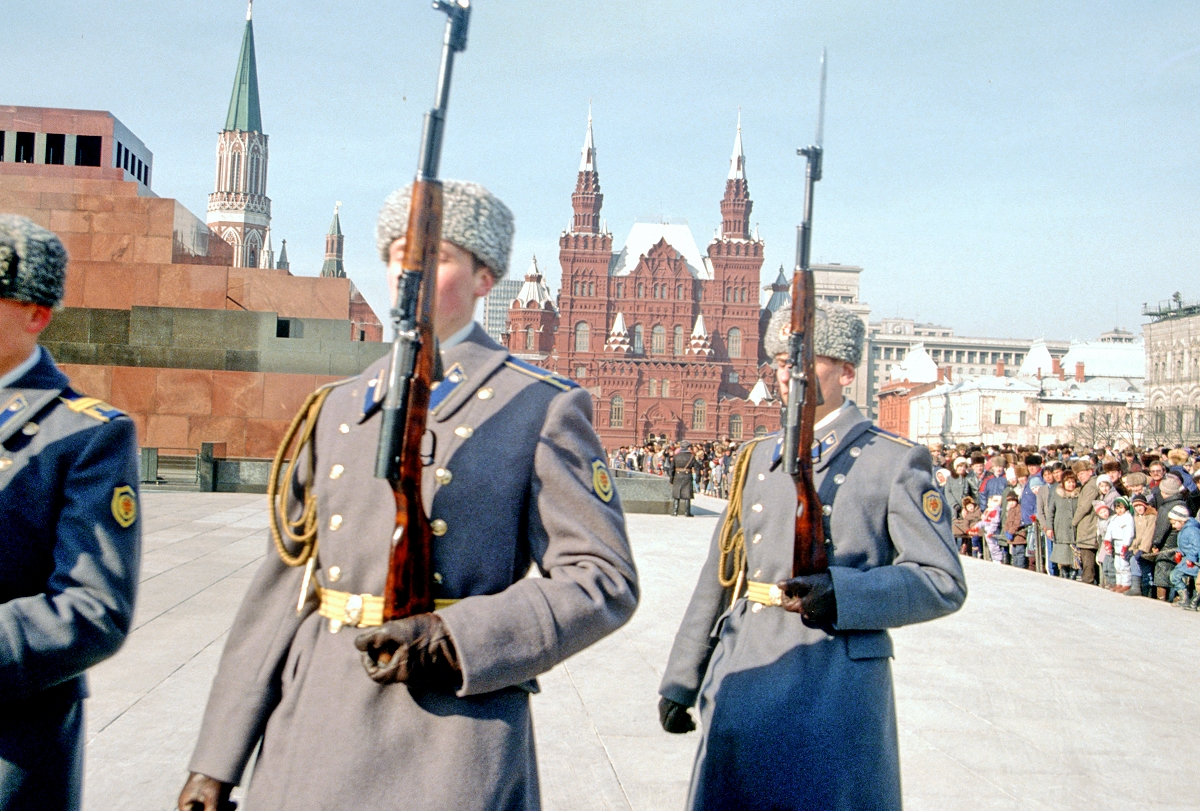
Смена караула, 1990 год

В 1952 году Полк специального назначения переименовали в Отдельный полк специального назначения. В 1956 году в составе полка сформировали мотоциклетный взвод. Подразделение защищало руководство страны и иностранные делегации по пути в Кремль. 7 мая 1965 года президиум Верховного совета СССР наградил полк орденом Красного Знамени за заслуги в годы Великой Отечественной войны и достижения в боевой и политической подготовке. В этот день полк отмечает День части. В 1973 году полк переименовали в Отдельный Краснознамённый Кремлёвский полк Комитета Государственной Безопасности при Совете Министров СССР. В 1986 году президиум Верховного совета СССР наградил полк орденом Октябрьской Революции.

### Российская Федерация

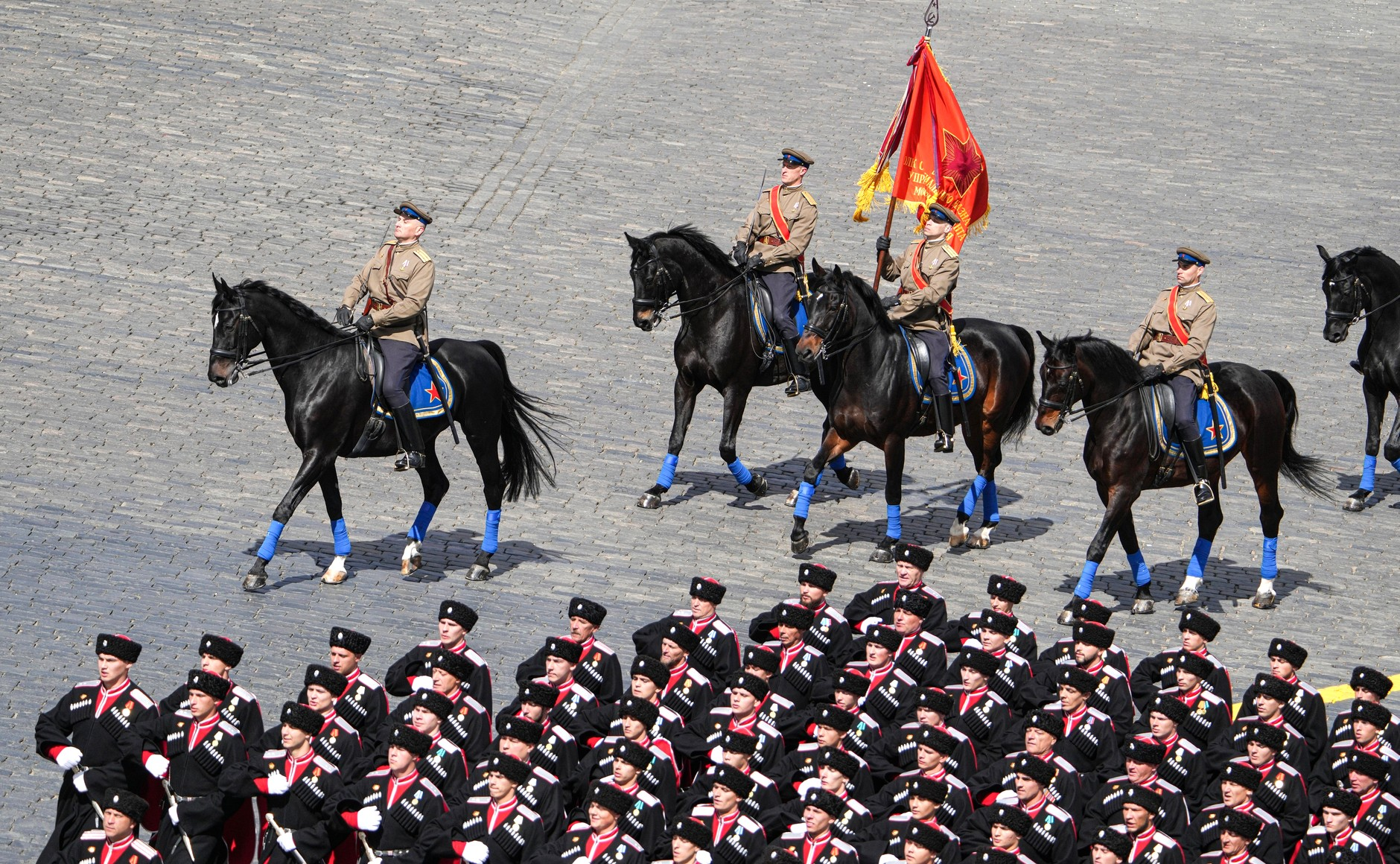
Военнослужащие Кавалерийского почётного эскорта в исторической форме на Параде Победы 2025 года

В 1992 году полк получил новое название — Отдельный Кремлёвский полк комендатуры Московского Кремля Главного управления охраны России. В марте 1993 года президент Борис Ельцин переименовал воинскую часть в Президентский полк комендатуры Московского Кремля Главного управления охраны России (ГУО).
6 октября 1993 года начальник ГУО генерал-майор Михаил Барсуков снял пост № 1 у Мавзолея Ленина по указанию Ельцина. Глава государства восстановил пост 12 декабря 1997 года у Вечного огня на Могиле Неизвестного Солдата.
В 2002 году президент Владимир Путин сформировал на основе 11-го отдельного кавалерийского казачьего полка кавалерийский почётный эскорт в составе Президентского полка — два эскадрона по два взвода в каждом. Решению предшествовали обращения к главе государства сохранить уникальную часть, оказавшуюся на грани расформирования из-за отсутствия задач и финансирования. В 2004 году полк стал частью Службы коменданта Московского Кремля ФСО. В 2016 году Путин наградил полк грамотой Верховного главнокомандующего за заслуги в обеспечении безопасности государства.

## Форма

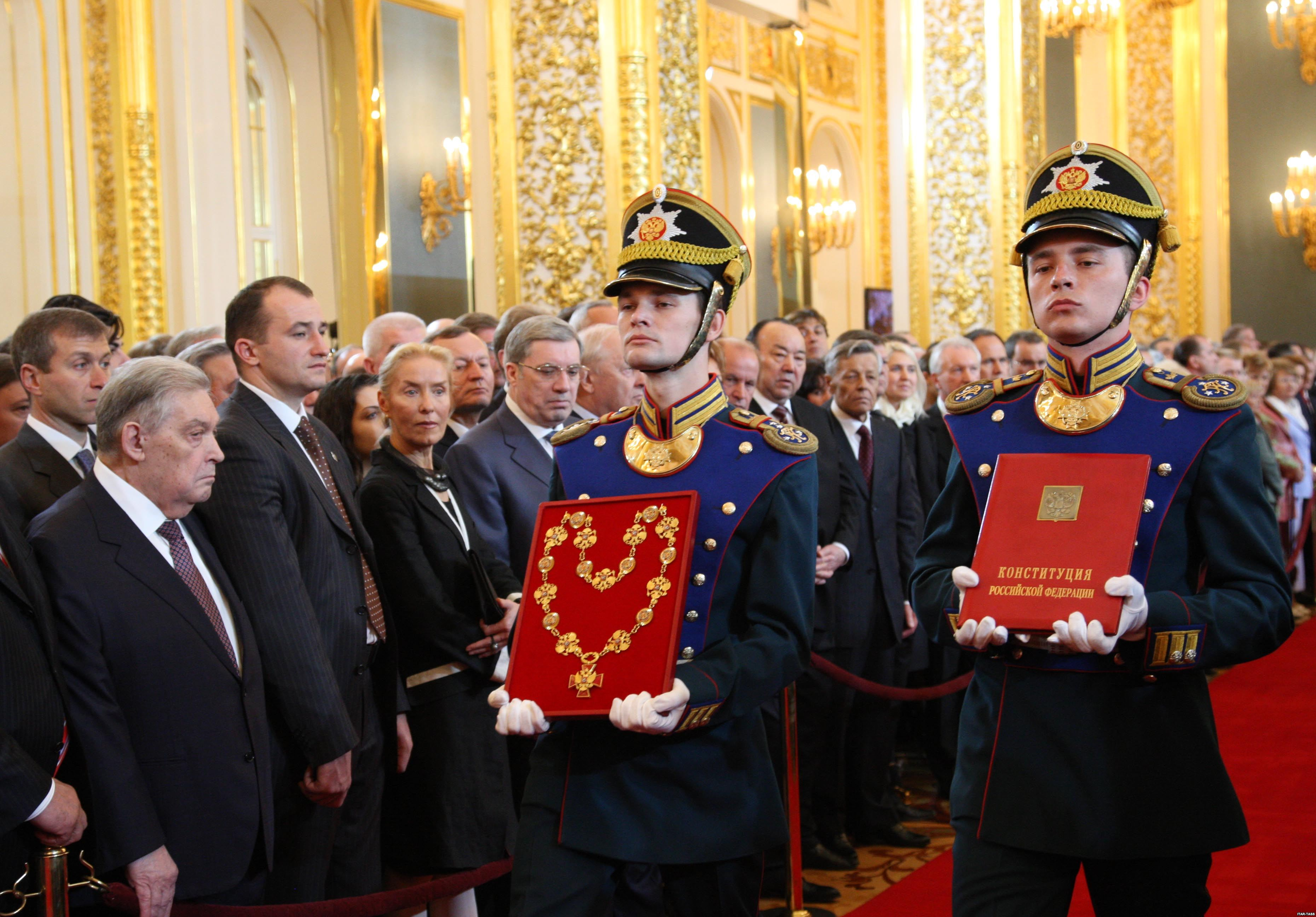
Бойцы Президентского полка на церемонии инаугурации Дмитрия Медведева 7 мая 2008 года

Рота специального караула полка носит особую церемониальную форму одежды, элементы которой — кивер, эполеты, мундир с цветным лацканом и цветные обшлага с вышивкой — соответствуют парадной форме Русской гвардии образца 1909—1913 годов.

### Основная
- Галкин О. П. Президентский полк // Военно-исторический журнал. — 2006. — № 4. — С. 8—12. — ISSN 0321-0626.
- Кутергин И. С., Погуляев А. А. Ставропольцы на службу в Президентский полк // Кремль-9 : журнал. — 2022. — № 32. — С. 90—99.

### Дополнительная
- Клочков Д. А.. На охране российской государственности : К 80-летию Президентского полка Службы коменданта Московского Кремля ФСО России. — М. : Фонд «Русские Витязи» ; СПб. : ИПК «Гангут», 2016. — 648 с. — ISBN 978-5-9908748-1-7.